# یونگای
یونگای (به اسپانیایی: Yungay) یک شهرستان در شیلی است که در استان نوبل واقع شده‌است. یونگای ۸۲۳٫۵ کیلومتر مربع مساحت و ۱۶٬۹۴۹ نفر جمعیت دارد و ۲۶۸ متر بالاتر از سطح دریا واقع شده‌است.